# Punter

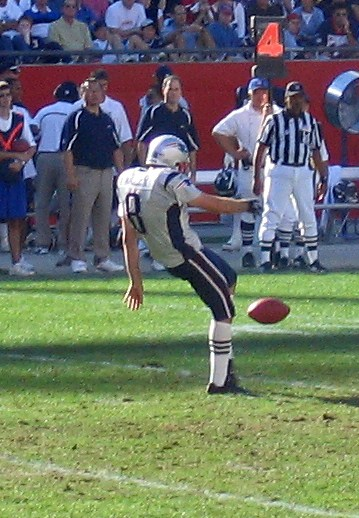
Josh Miller dei New England Patriots esegue un punt.

Il punter (P) nel football americano è il giocatore che effettua il punt, ovvero calcia per allontanare la palla il più lontano possibile dalla propria end zone quando generalmente tre dei quattro tentativi per ottenere il down non sono andati a buon fine.
Il punter riceve la palla dopo lo snap direttamente dalla linea di scrimmage, la afferra al volo con le mani e poi esegue il punt, ossia calcia l'ovale nella metà campo avversaria, in modo da non concedere loro alcun vantaggio territoriale. Occasionalmente i punter partecipano ai cosiddetti fake punt, nei quali fintano di calciare la palla e invece, una volta che l'hanno afferrata con le mani, eseguono un lancio come farebbe un quarterback oppure tentano di correre per guadagnare delle yard.
Stando sul campo pochi minuti ed essendo molto protetti dai placcaggi (e quindi dagli infortuni) rispetto agli altri giocatori, i punter possono avere carriere più lunghe rispetto alla media degli altri atleti di football americano.